# Zichen-Zussen-Bolder
Zichen-Zussen-Bolder is een deelgemeente in de Belgische gemeente Riemst die bestaat uit drie vlak bij elkaar gelegen kerkdorpen: Zichen, Zussen en Bolder, het was een zelfstandige gemeente tot aan de gemeentelijke herindeling van 1977. Zichen-Zussen-Bolder ligt in de streek Droog-Haspengouw, vlak bij de Nederlandse stad Maastricht.

## Geschiedenis
Zichen-Zussen-Bolder in zijn huidige vorm ontstond in de Franse Tijd. Bij een administratieve herindeling onder Frans bewind werden Zichen, Zussen en Bolder op 9 januari 1796 samengevoegd en werd het een kantonhoofdplaats.
De plaatsen Zichen (met kerk) en Zussen worden in 1139 voor het eerst genoemd ("Sechene cum ecclesia", "Susgene"), als een tweeledig domein behorend tot het bezit van het Sint-Servaaskapittel te Maastricht. Staatkundig was Zichen-Zussen een heerlijkheid van het graafschap Loon. Het kapittel inde de tienden via een laathof, in de 18e eeuw de "Hommelenhof". De proosdij van Sint-Servaas had het collatie- of patronaatsrecht van de parochiekerk, die gewijd was aan Sint-Petrus en Sint-Laurentius. Bolder vormde met Meer een aparte Loonse heerlijkheid, waarvan de zetel zich in Bolder bevond. Verder hadden het Luikse Sint-Lambertuskapittel en de Abdij van Munsterbilzen hier bezittingen.
In de 14e eeuw liet de familie Van der Marck een burcht bouwen tussen Zichen en Zussen ter plaatse van de latere Burchtstraat. Op 15 december 1482 werd de burcht belegerd door de Maastrichtenaren, die de Luikse prins-bisschop Johan van Horne steunden in zijn strijd tegen Willem I van der Marck Lumey. Ze werden verpletterend verslagen door de Luikenaren onder aanvoering van Lumey, het "zwijn van de Ardennen" (volgens de aanhangers van de bisschop). Bij dit gevecht, dat als de Slag van Zichen bekendstaat, vielen aan Maastrichtse zijde zo'n 500 doden en werden velen gevangen genomen. Het Maastrichtse stadsbestuur betaalde het losgeld voor hun vrijlating en zag zich verplicht daarvoor accijnzen in te stellen. In 1485 werd Van der Marck op het Maastrichtse Vrijthof, onder het toeziend oog van de bisschop, onthoofd.
Omstreeks 1500 was er een geschil tussen het Sint-Servaaskapittel en de heer van Zichen over de toegangsweg tot een mergelgroeve van het kapittel. De uitkomst van het geschil was dat de heer van Zichen toegang tot de groeve moest verlenen, maar dat het kapittel moest meebetalen aan het onderhoud van de weg. In 1509 kocht het kapittel de burcht en de heerlijkheid Zichen-Zussen (circa 94 hectare) van prins-bisschop Everhard van der Marck. Aangezien het een Loons leen bleef, werd het geen bank van Sint-Servaas (zoals Vlijtingen en Hees).
Op 7 september 1842 werden Zichen en Zussen twee afzonderlijke parochies. Tien jaar later werd de Sint-Genovevakerk gebouwd. 
Door uitbreiding van de bewoning zijn de drie kernen die samen het dorp vormen ook tot één urbanistisch geheel vergroeid. De kern Zussen heeft zich vooral naar het oosten toe uitgebreid, Zichen heeft zich periferisch ontwikkeld en Bolder groeide aan via bestaande wegen en nieuwe woonstraten. De verbouwing verdichtte zich voornamelijk langs de in 1833 aangelegde Visésteenweg (N671). Hierdoor ontstond langs deze weg lintbebouwing. Toch zijn in de drie dorpen de oorspronkelijke kernen te herkennen.
In 1977 werd de voormalige gemeente Zichen-Zussen-Bolder een deelgemeente van de gemeente Riemst.

## Demografische ontwikkeling
- Bronnen:NIS, Opm:1831 tot en met 1970=volkstellingen; 1976 = inwoneraantal op 31 december

## Dialect
Het Zichen-Zussen-Bolders behoort tot het Centraal-Limburgs en zou, volgens een studie van de dialectoloog José Cajot (2011), het klankrijkste (50 verschillende klanken) dialect ter wereld zijn.

## Verenigingsleven
Het dorp mag zich met vier muziekverenigingen de meest muzikale deelgemeente van Riemst noemen. In Zussen werd in 1897 de Fanfare Broederband opgericht, later omgevormd tot harmonie en in de volksmond beter bekend als de Fritsen. In 1899 werd in diezelfde parochie het zangkoor Vreugd in Deugd omgevormd tot harmonie, beter bekend als de Dorussen. In Zichen was ondertussen de Fanfare De Werkmanszonen al sinds 1896 actief, beter bekend als de Gèèl. In 1924 werd de socialistische Harmonie De Volksgalm opgericht, beter bekend als "de Rooi" (de Roden).

## Kalksteengroeves

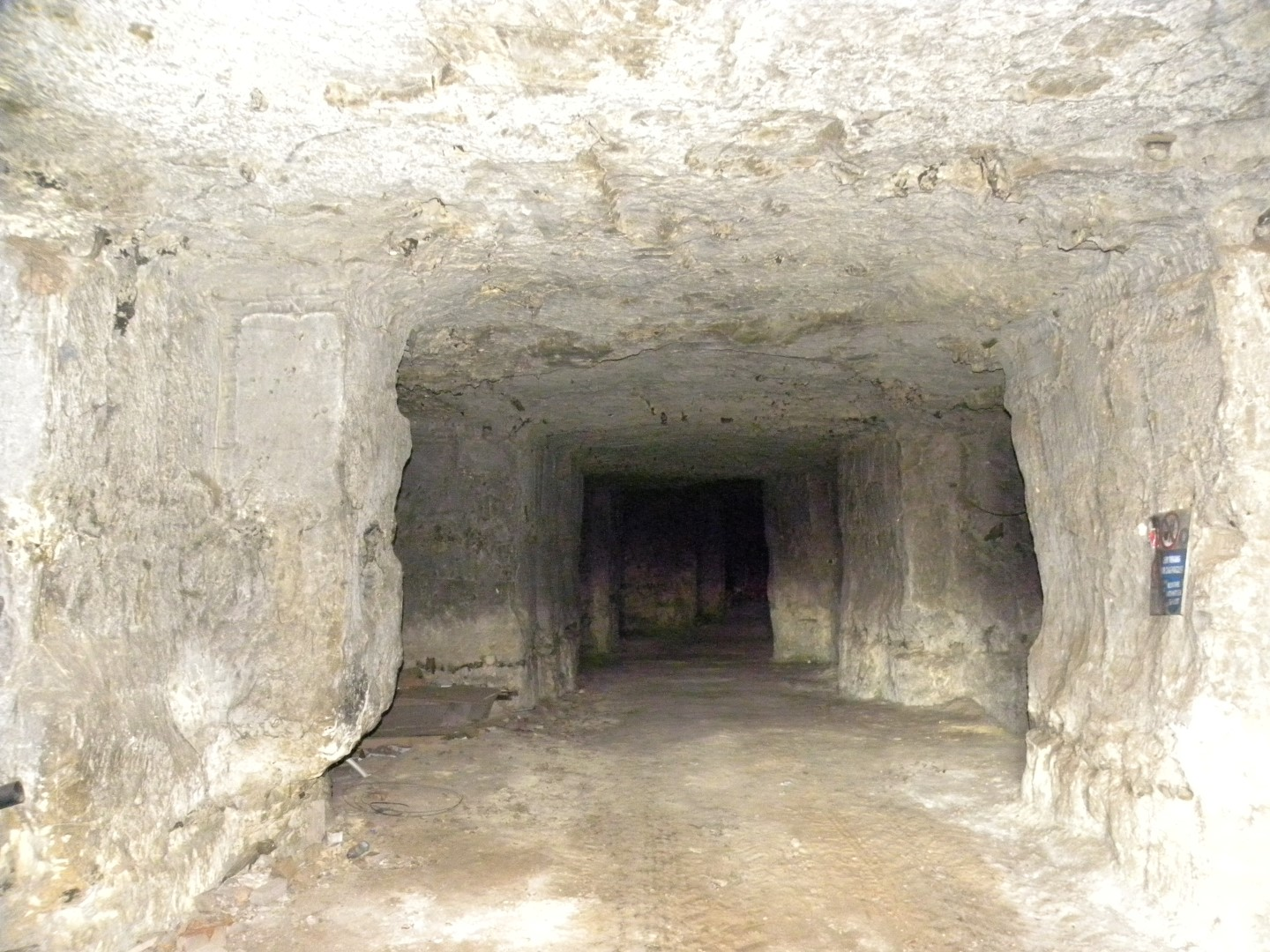
Ingang mergelgrot onder de Roosburg

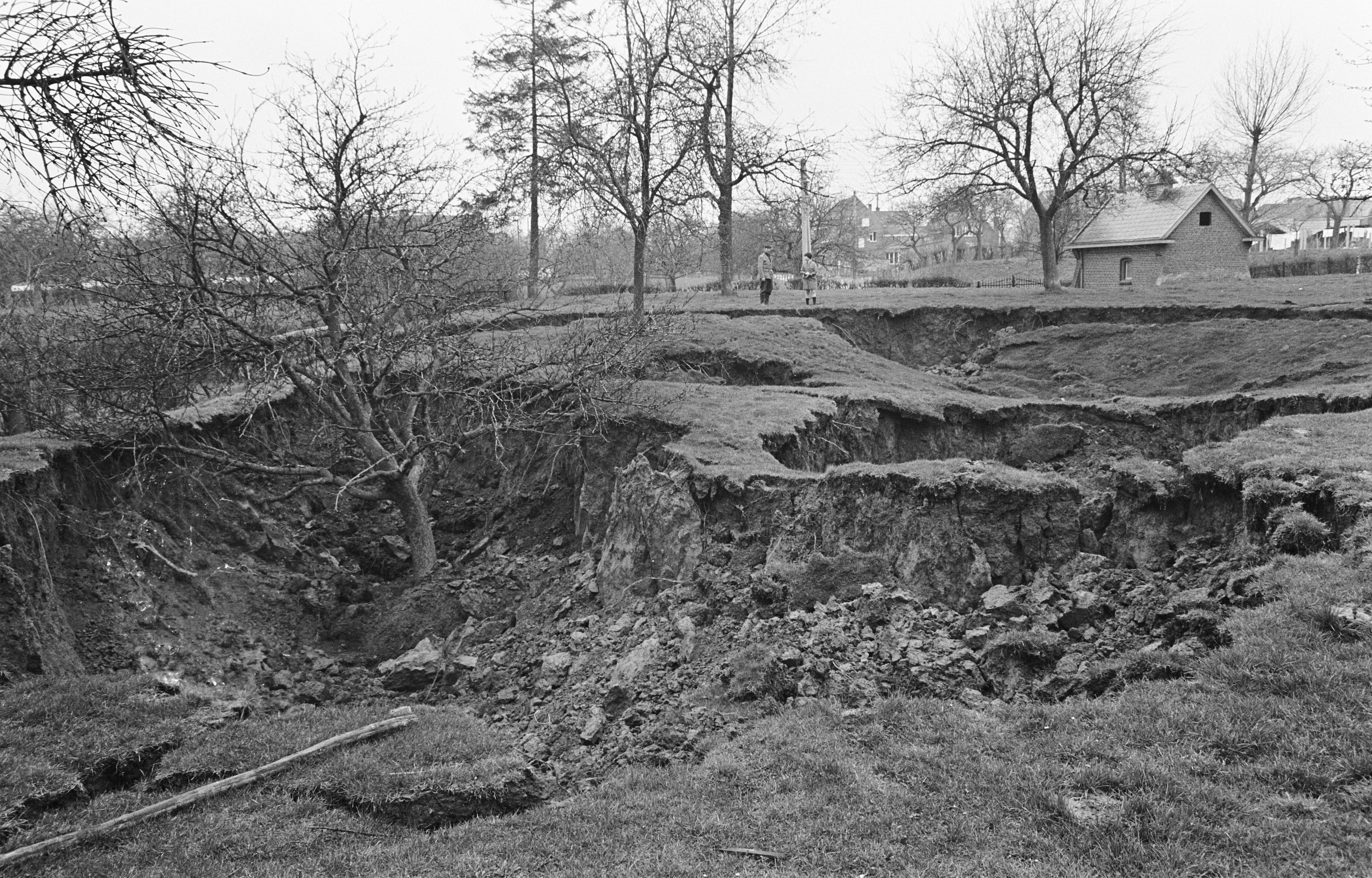
Grondverschuiving door instorten kalksteengroeve, 1966

De ondergrond in Zichen-Zussen-Bolder bestaat uit kalksteen, in de streek mergel genoemd. Eeuwenlang werd deze steen gewonnen als bouwmateriaal; eerst bovengronds en later ondergronds. Hij werd al gebruikt in de Romeinse tijd. Ondergrondse ontginning was er al in de 14de eeuw. Er was intensieve mergelontginning van de 16de tot de 18de eeuw. Daarna verminderde de vraag. De mergelstenen werden gebruikt voor de bouw van kerken en andere gebouwen in de wijde regio. Transport gebeurde onder meer via de Maas. Verpulverde kalksteen werd gebruikt in de landbouw om akkers te bemergelen. De kalksteenwinning leverde een gangenstelsel op van in totaal zo’n 300 kilometer lengte. Het gegraven gangenstelsel wordt in de volksmond “mergelgrotten” genoemd. Op de wanden van de gangen – die soms wel 10 meter hoog zijn – zijn vele tekeningen aangetroffen. De oudste hiervan dateren uit 1468. Door de eeuwen tot in Tweede Wereldoorlog heeft het gangenstelsel meermaals dienst gedaan als schuilkelder en schuiloord bij vijandige invallen. 
De gangen in Zichen en Kanne zijn onder begeleiding van een gids te bezoeken.

### Champignonkwekerijen
Na de Tweede Wereldoorlog verdween de mergelontginning volledig. De verlaten mergengroeven werden vanaf de 20ste eeuw gebruikt als kampernoeliekwekerijen. De constante lage temperatuur en hoge vochtigheid in het gangenstelsel maakt dit zeer geschikt voor de champignonteelt. In de eerste helft van de 20e eeuw stond het dorp dan ook vooral bekend door de vele champignonkwekerijen in het ondergronds labyrint. Een groot deel van de inwoners van het dorp vond werk in deze kwekerijen. 
Op 23 december 1958 stortte kwekerij de Roosburg in. Bij deze Roosburgramp kwamen 18 mensen om het leven. Na dit drama werd geleidelijk aan overgeschakeld op bovengrondse teelt in loodsen. Mede naar aanleiding van de ramp en een aantal kleinere incidenten (o.a in 1966) werd in het midden van de jaren 1980 de Dienst van het Mijnwezen belast met het in kaart brengen van het gangenstelsel. Waar de gangen onder bewoond gebied zwakheden vertoonden werden ze verstevigd of opgevuld.

## Andere bezienswaardigheden
De vele uit Limburgse mergel opgetrokken boerderijen benadrukken het landelijke, agrarische karakter van het dorp. In het dorp bevinden zich twee kerken: de in oorsprong 14e-eeuwse Sint-Pieterskerk en de 19e-eeuwse Sint-Genovevakerk.

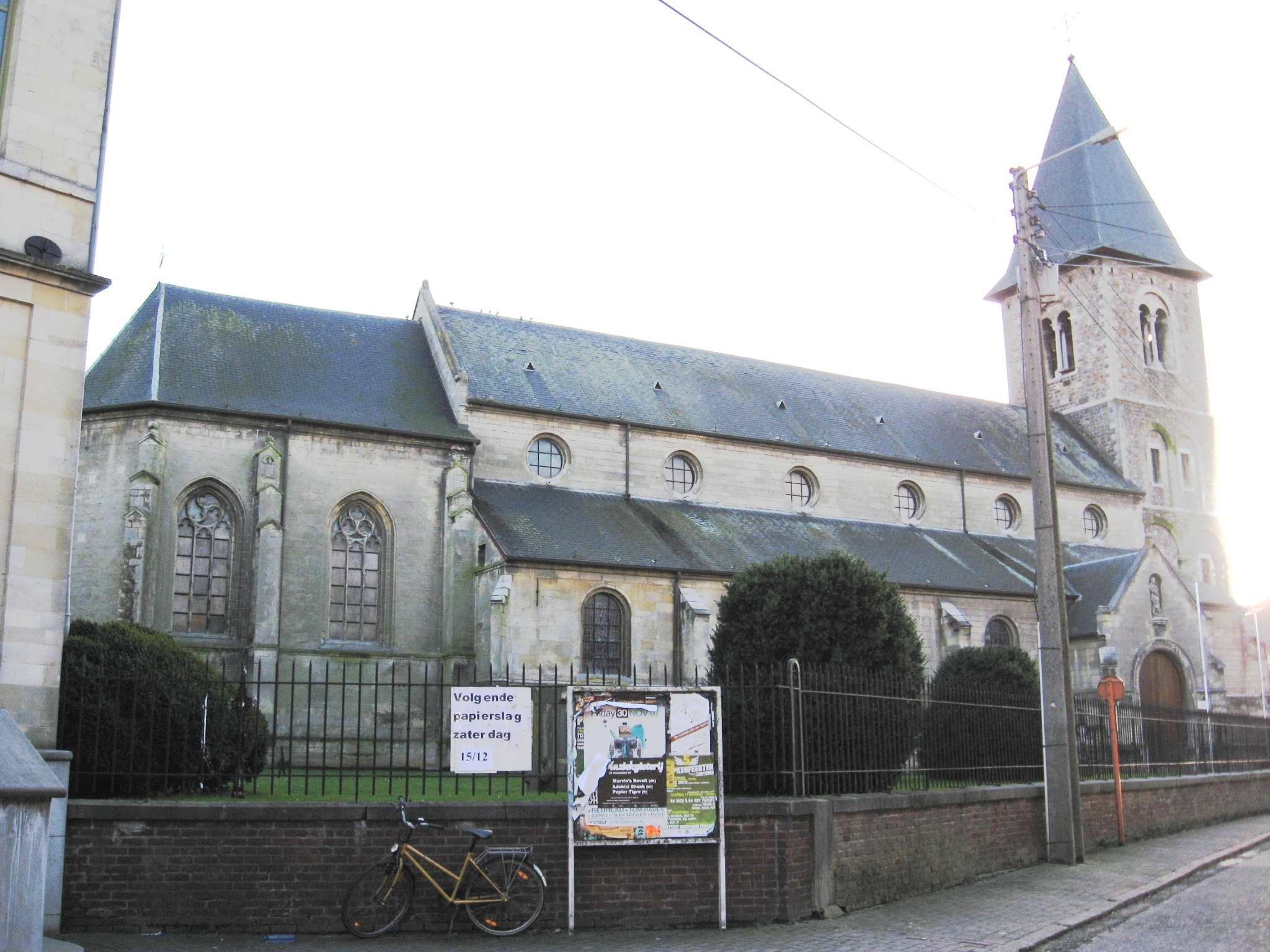
Sint-Pieterskerk
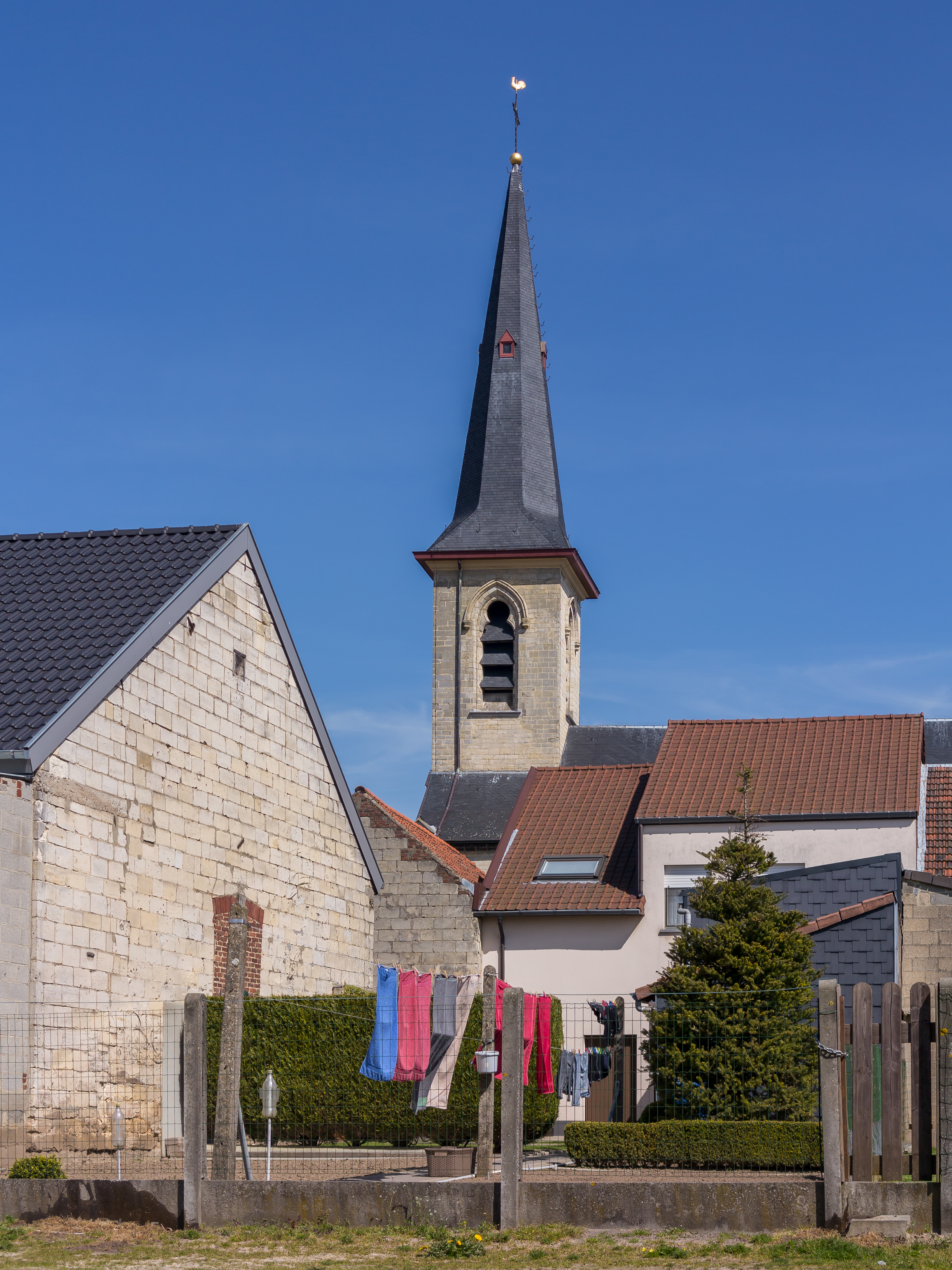
Sint-Genovevakerk
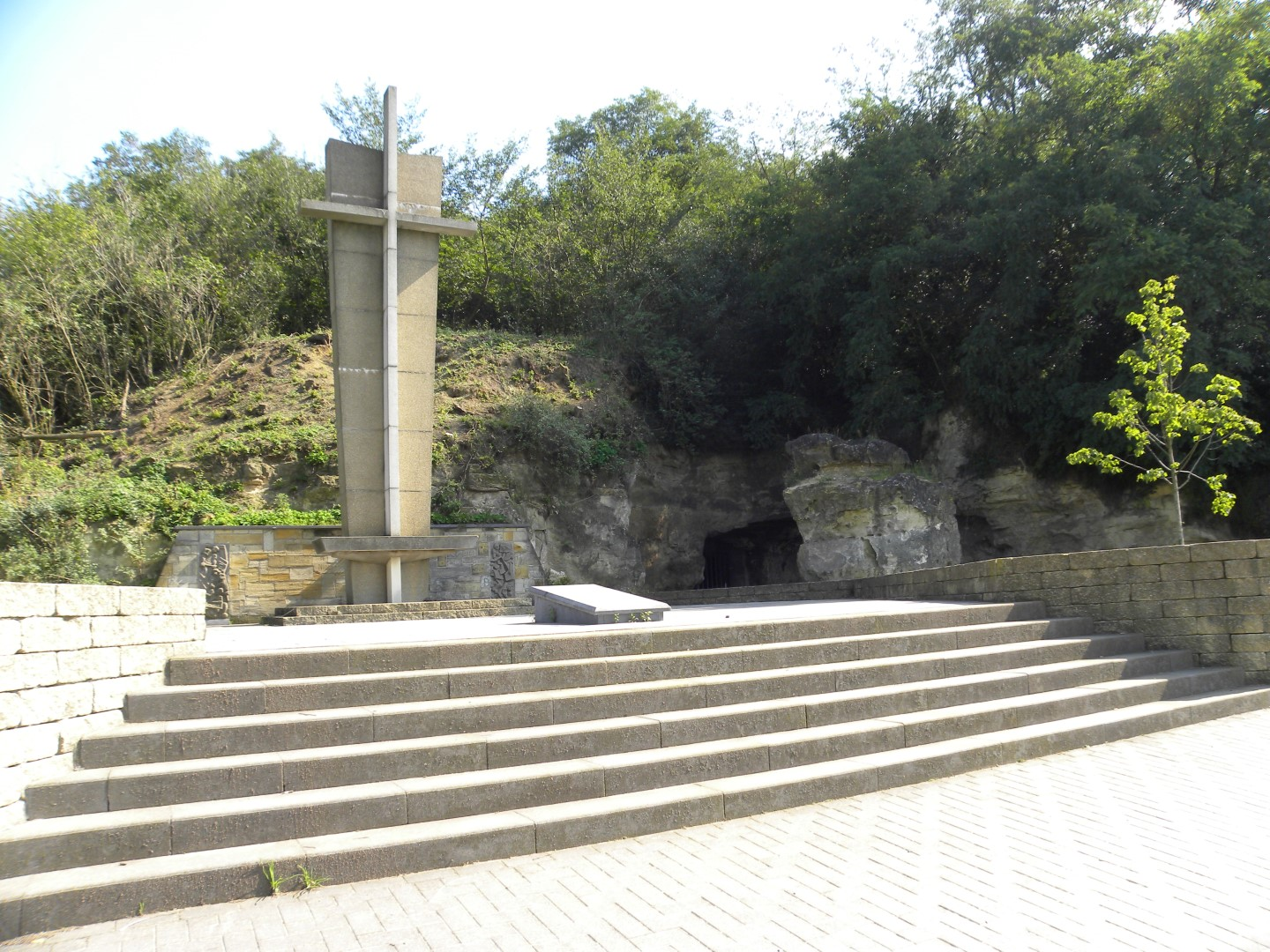
Monument voor de Roosburgramp-slachtoffers